# Courpalay
Courpalay é uma comuna francesa, situada no departamento de Seine-et-Marne na região de Île-de-France.

## Geografia
esta comuna situa-se a cerca de 50 kms a este de Paris, acessível através da Nacional 4. A comuna está construída em parte em terreno em declive. No ponto mais baixo está o Yvron, afluente do rio Yerres.

## Personalidades
- Marie-Joseph Paul Yves Roch Gilbert du Motier, marquês de la Fayette (6 de setembro de 1757 - 20 de maio de 1834) deputado e presidente da câmara de Courpalay (proprietário, na época, do castelo de la Grange-Bléneau).

## Monumentos e lugares turísticos
- O Silo à grain, 22 rue Lafayette, construido em 1937 (arquiteto Roger Gilbert)